# شفيع (اسم)
شفيع هو اسم علم مذكر من أصل عربي، ومعناه هو صيغة مبالغة من شافع، الذي يكثر من الشفاعة للآخرين لا لنفسه الوسيط المتعهد بحمل الأضرار، قال تعالى: ﴿ما من شفيعٍ الا من بعد إذنه﴾ [يونس من الآية 3].

## وصلات خارجية
- موسوعة السلطان قابوس لأسماء العرب نسخة محفوظة 5 أبريل 2019 على موقع واي باك مشين.